# Triquetrum

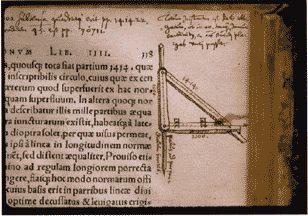
Rysunek triquetrum autorstwa Wilhelma Schickarda, Biblioteka Uniwersytecka w Bazylei

Triquetrum, linijka paralaktyczna, lineał Ptolemeusza – przyrząd astronomiczny zbudowany z dwu przecinających się ramion podwieszonych do pionu. Służył do pomiaru odległości kątowej ciał niebieskich, np. ich wysokości, i ich ruchu na niebie.
Wynaleziony w starożytności  i udoskonalony przez Klaudiusza Ptolemeusza w II wieku.